# Грошова реформа Олени Глинської

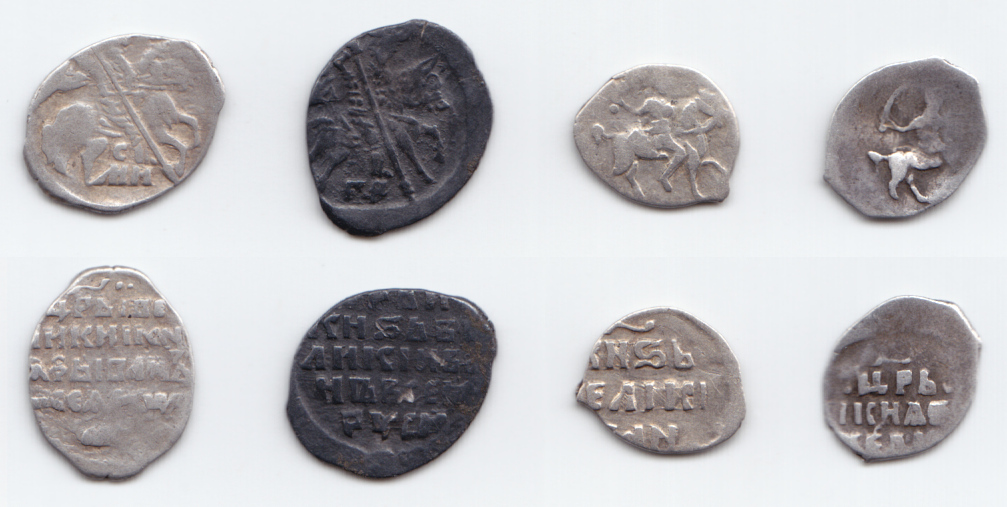
Післяреформні монети Івана Грозного. Зліва направо: копійка (вага 0,62 г, Псков); копійка (0,66 г, Псков); деньга (0,33 г, Москва) і деньга (0.31 г). Срібло

Грошова реформа 1535 року - на Московщині запроваджено єдину монетну систему.
Унаслідок цього, там було дозволено використання лише нових срібних монет - копійки, дєньги та полушки, які було відлито на царському монетному дворі.

## Передумови
Необхідність ліквідувати дефіцит державного бюджету, який утворився унаслідок активної загарбницької політики Василя III.

## Проведення
Реформу було розпочато 20 березня 1535 року.  Було заборонено використання старих грошей, натомість запроваджено єдину монетну систему. Нові монети карбувались зі срібла. Це були копійка, яка з'явилася вперше і отримала свою назву через зображуваного на ній вершника зі списом, дєньга та полушка. Реформа включала випуск грошей «за новою стопою», тобто з новою характеристикою статутної ваги монет даного випуску, що визначається кількістю монет одного номіналу з певної кількості металу. За основу стопи була взято руську гривню зі срібла вагою 204,756 грама. До реформи 1535-1538 років із цієї кількості срібла карбували 2,6 рублів, або 260 новгородських грошей. У результаті реформи з цієї кількості срібла стали карбувати 3 руб., що природно, вело до зниження ваги монети і її здешевлення. Досить велику кількість скарбів періоду 1530-х років знаходять з великим вмістом дореформених монет і злитків срібла, що могло б говорити про звичайну реакцію населення під час проведення монетної реформи - прагнення приховати старі, звичні гроші, які здаються надійнішими та ціннішими нових.

## Наслідки
Після Грозного і його сина Федора Івановича карбування монет, яке було менш вигідним через більшу витрату праці заради цього, особливо двох менших номіналів часто припинялася на довгі роки, тоді як випуск копійок не зупинявся ні за одного правителя. Однак, аж до початку XVIII ст. народ і державні установи визнавали тільки старовинний московський рахунок на дєньгу, ніколи не згадуючи копійку-новгородку як лічильну величину. За гроші йшов все той же рахунковий алтин за 6 дєньгах (тобто, за 3 копійки); 33 алтини і 2 дєньги складали рахунковий двухсотдєнеєжний рубль.
Фракції рахункового рубля - полтіна, напівполтіна і гривня - загалом у грошовому рахунку не брали участь, однак зберігалися як приватні, допоміжні поняття, які давали можливість іноді простіше висловити ту чи іншу суму без допомоги алтин і дєньги. Вживання старого "Алтинного" рахунку заглушало струнку десяткову природу рахункового рубля.
Деякі повідомлення псковських літописів підтверджують використання Псковом та Новгородом своєї власної монети навіть після розгортання реформи.

## Значення
Випуск монет був сконцентрований в руках держави. Таким чином, введення державної монополії стало основою створення стійкого випуску монет. Це дозволило отримувати додатковий дохід, який було використано для погашення необхідних витрат, зокрема, будівництво фортець впродовж 1530-тих років та фінансування численних військових операцій впродовж другої половини XVI століття.